# Route du Sud 1993
La Route du Sud 1993, diciassettesima edizione della corsa, si svolse dal 21 al 24 giugno su un percorso di 702 km ripartiti in 4 tappe (la terza suddivisa in due semitappe), con partenza da Castres e arrivo a Mérignac. Fu vinta dal francese Éric Boyer della Gan davanti al suo connazionale Laurent Brochard e al belga Eric Van Lancker.

## Tappe
| Tappa  | Data      | Percorso                                                  | km   | Vincitore di tappa      | Leader cl. generale |
| ------ | --------- | --------------------------------------------------------- | ---- | ----------------------- | ------------------- |
| 1ª     | 21 giugno | Castres > Saint-Gaudens                                   | 220  | Hendrik Redant          | Hendrik Redant      |
| 2ª     | 22 giugno | Saint-Gaudens > Luz-Saint-Sauveur                         | 158  | Éric Boyer              | Éric Boyer          |
| 3ª-1ª  | 23 giugno | Luz-Saint-Sauveur > Luz-Saint-Sauveur (cron. individuale) | 15,7 | Pascal Lance            | Éric Boyer          |
| 3ª-2ª  | 23 giugno | Luz-Saint-Sauveur > Pau                                   | 89   | Benjamin Van Itterbeeck | Éric Boyer          |
| 4ª     | 24 giugno | Pau > Mérignac                                            | 219  | Jean-Paul van Poppel    | Éric Boyer          |
| Totale | Totale    | Totale                                                    | 702  |                         |                     |

## Dettagli delle tappe

### 1ª tappa
- 21 giugno: Castres > Saint-Gaudens – 220 km

| Pos. | Corridore         | Squadra   | Tempo    |
| ---- | ----------------- | --------- | -------- |
| 1    | Hendrik Redant    | Collstrop | 5h32'26" |
| 2    | Emmanuel Magnien  | Castorama | s.t.     |
| 3    | Bo Andre Namtvedt | Subaru    | s.t.     |

| Pos. | Corridore      | Squadra   | Tempo |
| ---- | -------------- | --------- | ----- |
| 1    | Hendrik Redant | Collstrop |       |

### 2ª tappa
- 22 giugno: Saint-Gaudens > Luz-Saint-Sauveur – 158 km

| Pos. | Corridore           | Squadra   | Tempo    |
| ---- | ------------------- | --------- | -------- |
| 1    | Éric Boyer          | Gan       | 4h59'28" |
| 2    | Thierry Bourguignon | Castorama | a 49"    |
| 3    | Laurent Brochard    | Castorama | a 1'02"  |

| Pos. | Corridore  | Squadra | Tempo |
| ---- | ---------- | ------- | ----- |
| 1    | Éric Boyer | Gan     |       |

### 3ª tappa - 1ª semitappa
- 23 giugno: Luz-Saint-Sauveur > Luz-Saint-Sauveur (cron. individuale) – 15,7 km

| Pos. | Corridore        | Squadra   | Tempo  |
| ---- | ---------------- | --------- | ------ |
| 1    | Pascal Lance     | Gan       | 22'53" |
| 2    | Laurent Brochard | Castorama | s.t.   |
| 3    | Thierry Marie    | Festina   | a 4"   |

| Pos. | Corridore  | Squadra | Tempo |
| ---- | ---------- | ------- | ----- |
| 1    | Éric Boyer | Gan     |       |

### 3ª tappa - 2ª semitappa
- 23 giugno: Luz-Saint-Sauveur > Pau – 89 km

| Pos. | Corridore               | Squadra     | Tempo    |
| ---- | ----------------------- | ----------- | -------- |
| 1    | Benjamin Van Itterbeeck | Collstrop   | 2h05'51" |
| 2    | Mario De Clercq         | Lotto-Caloi | a 3'01"  |
| 3    | Thierry Bourguignon     | Castorama   | s.t.     |

| Pos. | Corridore  | Squadra | Tempo |
| ---- | ---------- | ------- | ----- |
| 1    | Éric Boyer | Gan     |       |

### 4ª tappa
- 24 giugno: Pau > Mérignac – 219 km

| Pos. | Corridore            | Squadra   | Tempo    |
| ---- | -------------------- | --------- | -------- |
| 1    | Jean-Paul van Poppel | Festina   | 6h35'22" |
| 2    | Jaan Kirsipuu        | Chazal    | s.t.     |
| 3    | Emmanuel Magnien     | Castorama | s.t.     |

| Pos. | Corridore        | Squadra   | Tempo     |
| ---- | ---------------- | --------- | --------- |
| 1    | Éric Boyer       | Gan       | 18h41'11" |
| 2    | Laurent Brochard | Castorama | a 10"     |
| 3    | Eric Van Lancker | Festina   | a 8'50"   |

## Classifiche finali

### Classifica generale
| Pos. | Corridore           | Squadra                 | Tempo     |
| ---- | ------------------- | ----------------------- | --------- |
| 1    | Éric Boyer          | Gan                     | 18h41'11" |
| 2    | Laurent Brochard    | Castorama               | a 10"     |
| 3    | Eric Van Lancker    | Festina                 | a 8'50"   |
| 4    | Thierry Bourguignon | Castorama               | a 9'05"   |
| 5    | Pascal Lino         | Festina                 | a 11'37"  |
| 6    | Paul Haghedooren    | Collstrop-Assur Carpets | a 12'02"  |
| 7    | Luigi Furlan        | Chazal-Vetta-MBK        | a 12'23"  |
| 8    | Laurent Desbiens    | Castorama               | a 12'27"  |
| 9    | Augusto Triana      | Kelme                   | a 13'50"  |
| 10   | Laurent Madouas     | Castorama               | a 14'27"  |